# Giovanni Salomone
Giovanni Salomone (Napoli, 28 novembre 1806 – Napoli, 15 febbraio 1877) è stato un pittore italiano.

## Biografia
Giovanni Salomone si formò all'Accademia di belle arti di Napoli, che a quell'epoca era ancora dominata dal gusto neoclassico. Nel 1827 ottenne il primo premio nella classe di Pittura e nel 1835 ebbe la medaglia piccola d'oro, sempre per la Pittura.
Alla mostra biennale Borbonica del 1830 presentò Vecchio filosofo a mezza figura, Cristo risorto e San Paolo a mezza figura. Alla mostra Borbonica del 1835 fu presente con L'atleta Milone - opera che oggi si trova al Museo di Capodimonte - e a quella del 1851 espose un ritratto ufficiale di Ferdinando II di Borbone, che si conserva al Palazzo Reale di Caserta e in cui il re è rappresentato fiero, severo e impettito. Il pittore mostra grande attenzione ai particolari dell'abito e della capigliatura, alle decorazioni e alla feluca piumata, ma il volto del re risulta statico e privo di introspezione psicologica. Questo ritratto è stato esposto nel 2011-2012 alla mostra Neoclassiche compostezze. Giovanni Salomone è stato anche il ritrattista ufficiale di molti dignitari della Corte borbonica.
Dal 1855 ebbe l'incarico di professore di Disegno elementare nella scuola per l'Ornato Dipinto, all'Accademia di belle arti di Napoli. Tra i suoi allievi figurano Teofilo Patini e Gennaro Raiano.
Tele di Giovanni Salomone, a soggetto sacro, si trovano a Napoli, nella chiesa di Santa Brigida e nella chiesa dei Santi Crispino e Crispiniano. A Gaeta, nella chiesa di Santa Caterina d'Alessandria, la sua pala d'altare San Francesco di Paola è posta sopra uno dei due altari laterali della cantoria, che è stata realizzata negli anni 1852-1855, su progetto di Federico Travaglini.

### Altre sue opere
- Preghiera dei pellegrini, 1844, olio su tela, 256x197 cm.[3]